# Fakola
Fakola est une localité et une commune rurale du Mali, chef-lieu du cercle de Fakola dans la région de Bougouni.

## Géographie
La localité est située à 75 km de Kolondiéba. La commune est frontalière de la Côte d'Ivoire.
| Farako   | Bougoula      | Farako        |
| Sibirila | Fakola        | Côte d'Ivoire |
|          | Côte d'Ivoire |               |

## Histoire
L'arrondissement de Fakola est créé dans le cercle de Kolondiéba en 1961.
La commune de Fakola est créée 1996.
Lors de la réforme administrative de 2023, la commune rurale est soustraite du cercle de Kolondiéba et la localité est érigée en chef-lieu de cercle dans la région de Bougouni.

## Villages
La commune s'étend sur 17 villages : Dani, Dembasso, Dionkoni, Dontreké, Gouaranko, Kotla, M'Piessana, Sama, Santieni, Socourani, Zeguere, Soromana, Diamogo, Ouoman, Diassa, Samakoni et Fakola.
La commune s'étend sur 14 localités relevées lors du recensement général de 2009. 
Les villages les plus peuplés sont :
- Soucourani (6 270 habitants)
- Fakola (6 173 habitants)
- Zéguéré (2 477 habitants)